# 余姓
余姓为中文姓氏之一，在《百家姓》中排名第90位。据2010年中华人民共和国第五次人口普查统计结果显示，中国余姓人口约460余万约占中国人口总数的0.38%，排名第51位。人口分布主要以湖北、安徽、福建、广东、浙江、江西等南方省份居多。余姓发源地据考起源于现陕西凤翔一带，可考据的得姓始祖以姬姓余氏为多。

## 起源

### 漢族
- 源流一：源于姒姓，出自上古禹帝的第三子姒罕罕，封於余山（或作涂山），後裔以余為姓，另一支以涂為姓。
- 源流二：源于姬姓，出自春秋时期之秦國上大夫由余后。姬余臣（字伯服）的子孙，祖上因政治由晉国避乱逃亡到西戎。后在西戎为官时奉命出使秦国，秦穆公嬴任见由余才德横溢，遂用计留由余在秦国为臣，赐封其为秦国上卿（即宰相）。由余在秦国，为秦穆公谋划了征伐西戎之计。周襄王三十年（公元前623年），秦穆公采用由余之计，率军先攻占北地郡和陇西西部地区，之后逐个击破西戎诸國，灭西戎十四国，拓地千里，使秦国成为了春秋时期的西方霸主。由余是历史上最早提出“仁治”的。详见史记·秦本记。由余死后，秦王罢朝三日，为由余造墓三处，后代子孙为了纪念先祖以由余名字为姓氏，一部分称余氏，一部分称由氏。由、余二氏同宗同源，史称余氏正宗，读音作yú（ㄩˊ）。余氏世居歙州（今安徽黄山歙县），成为为新安大族。余氏族人大多尊奉由余为得姓始祖。
- 源流三：源于地名，出自汉朝时期古蜀国褒余之道，属于以居邑名称为氏。李白在著名的《蜀道难》中对褒余栈道有明确的描述。世代居于褒余栈道沿途之民众工匠、驿站官吏、商家栈伙等，皆有以居地名称为姓氏者，称褒余氏、褒斜氏，后省文简化为单姓褒氏、余氏、斜氏，余氏读音作xié（ㄒㄧㄝˊ）。

### 羌族
- 源流四：源于党項羌族，属于汉化改姓，最早生活在松藩草原上。唐代迁至河西走廊和今宁夏西部；西夏时期，党项羌贵族和大户分布在灵州和西凉府。《西夏书事》载：“（1226年）秋七月，蒙古破西凉府。蒙古主进兵攻西凉，宿卫官粘合重山执大旗指挥六军，手中流矢，不稍动。守臣斡扎箦力屈，率父老启门降。于是，搠罗、河罗等县皆不守。”由于是“启门降”，蒙古军没有对西凉府百姓进行大规模杀戮，居住在西凉的党项族大户得以保全了家业。余阙的高祖父是“铣节”一族的首领，以族名为姓名，代代世袭。铣节家族生活在凉州南山，到余阙祖父时，蒙古军队扩充兵源，把西凉州的唐兀色目人编为军户，开拨内地同南宋作战。余阙父亲在战争中因功赐官，被元朝统治者赐以蒙古名字“沙喇藏卜”，派往庐州驻守。生子五改汉姓余：闑、少剌八、供保、阙、福。第四子即忠宣阙公余阙。沙喇藏卜即为合肥余氏追认始祖。

### 滿族
- 源流五：源于满族，属于汉化改姓为氏。据史籍《清朝通志·氏族略·满洲八旗姓》记载：  ⑴.满族尼玛哈氏，源于唐朝末期女真“通用三十姓”之一的尼漫古不姓氏、金国时期为尼庞古部，以部为氏，满语为Nimaha Hala，汉义“鱼”，世居辽阳（今辽宁辽阳），是满族最古老的姓氏之一，后多冠汉姓为余氏、俞氏、于氏、胜氏等。  ⑵.满族裕瑚噜氏，满语为Yúhúrú Hala，以地为氏，世居虎尔哈（今黑龙江黑河对岸俄罗斯地区）、讷殷（今吉林抚松松花江上游流域）、安楚拉库（今吉林安图松花江上游二道河一带）、长白山、裕瑚鲁（今黑龙江右岸俄罗斯耶拉布加），后多冠汉姓为余氏、玉氏、裕氏、于氏、娄氏等。

## 迁徙分布
余氏最早的发祥地应在今陕西凤翔至咸阳一带,具体迁徙情况因缺乏历史资料，故难以详考。
春秋时的秦国，建都于雍（今陕西省风翔东南），占有今陕西中部和甘肃东南端，由余的后裔在春秋时应繁衍于这一带。
秦汉以后，余姓漢族人东迁，一支迁入陕州（今河南省三门峡市陕县）；一支迁居江南，主要繁衍于今安徽。在中华人民共和国的北方和南方，余姓的后人基本上是同时不断地繁衍滋长。
中原此际战火连绵，社会动荡不安，中原士族开始第一次大举南迁，余姓大族所处之地正当其冲，故其南迁也就不可避免。其中有一部余姓漢族人继续南迁，进入湖北、湖南等地。晋初余姓著名的人物有余昭元，因功高绩伟敕赐姓佘，为佘姓著名得姓始祖。南朝宋有余齐民，晋陵（今江苏省常州）人，以孝行著称。
唐初，陈元光父子入闽开漳，有余姓将佐随往并落籍福建。唐中期有集贤院学士余钦。唐末，有建阳（今属福建省）人校书郎余镐在黄巢攻陷建州时，避居莆田，后隐居田园耕隐壶山以终；还有余渊海因避黄巢兵，自福建同安北迁邵武，于唐僖宗光启年间再转入韶州曲江县（今属广东省）武溪，是为余姓入粤始祖。此后不久余渊海次子余咸徙居湖南长沙，三子余衮迁居浙江杭州，长子余从留居当地。其三子后裔又有迁江西之奉新、临川、广东省之五华、梅州、大埔、平远、海丰等地者。到了宋代，余姓基本上遍布全国，而且人才济济。
明洪武年间，余姓作为洪洞大槐树迁民姓氏之一，被分迁于陕西、甘肃、河南、山东、江苏、浙江、河北、安徽等地。明清之际，余姓不仅遍及江南各地，而且北方之余姓也得以繁衍发展。清代，有余姓自福建省迁至台湾，知名人物有抗日首领余日清。此后又有移居海外者，比较著名的有前加州省会城市萨克拉门托市市长余福庆（两次连任）。
如今，余姓分布广泛，尤以四川、广东、江西、云南、河南、湖北、安徽等省多此姓，上述七省余姓约占全国余姓人口的百分之七十七。

## 余氏家谱
浙江仙居乐安余氏宗谱，著者待考，清道光二十二年（公元1842年）木刻活字印本，今仅存第二卷。现被收藏在浙江省临海县博物馆。
浙江黄岩芦洋余氏宗谱稿，著者待考，民国年间稿本，今仅存卷首。现被收藏在浙江省临海县博物馆。
安徽余氏族谱，著者待考，清光绪三十年（公元1904年）木刻活字印本，今仅存第三卷、第十二卷、第十八卷、第二十三卷、第二十六卷、第二十七卷。现被收藏在安徽省安庆市图书馆。
安徽徽州新安余氏世系像谱不分卷，（清）余克制纂修，清光绪二年（公元1876年）敦睦堂木刻活字印本一册。现被收藏在中国社会科学院历史研究所图书馆。
安徽徽州新安郡余氏家谱，（民国）余日院修，民国三十四年（公元1945年）木刻活字印本，今仅存第九卷。现被收藏在福建省图书馆。
安徽休宁余绍贤堂族谱三十卷，（清）余家修修，清光绪二十四年（公元1898年）石印本十四册。现被收藏在河北大学图书馆。
安徽歙县蓝田余氏统宗世谱，（清）余天柱编，清嘉庆五年（公元1800年）手抄本一册。现被收藏在河北大学图书馆。
安徽歙县余氏族谱不分卷，著者待考，明朝年间手抄本一册。现被收藏在安徽省博物馆。
安徽潜山余氏宗谱三十卷首一卷，著者待考，木刻活字印本，缺卷首。现被收藏在上海市图书馆。
安徽舒城龙舒余氏宗谱十二卷，（清）余绍瑞、余恩聪等续修，清光绪三十二年(公元1906年)敦睦堂活字本十二册。现被收藏在人民大学图书馆、辽宁省大连市图书馆（缺第一～四卷）、日本东京国立博物馆、美国犹他州家谱学会。
福建建阳书林余氏重修宗谱不分卷，（清）余振豪等修传钞清光绪二十二年(公元1896年)新安堂刊本十二册。现被收藏在福建省图书馆、福建师范大学图书馆。
福建安溪余氏族谱不分卷，著者待考，清光绪二十三年（公元1897年）手抄本一册。现被收藏在台湾。
江西婺源沱川余氏家乘，著者待考，清朝年间手抄本两册。现被收藏在中国国家图书馆。
江西妇婺源长溪余氏正谱两卷，（清）余章耀等编，清道光二十八年（公元1848年）木刻活字印本，今仅存卷首。现被收藏在安徽省图书馆。
江西婺源长溪余氏宗谱四卷，首一卷、末一卷，（民国）余有横等修，民国十八年（公元1929年）宝善堂活字本四册。现被收藏在中国国家图书馆。
江西抚州梨溪余氏宗谱，著者待考，木刻活字印本，今仅存第九～十卷。现被收藏在江西省档案馆。
江西黎川宏村西山余氏族谱八卷，（民国）余会元纂修，民国五年(公元1916年)木刻活字印本。现被收藏在江西省黎川县宏村乡余家排。
江西铜鼓余氏宗谱一卷，著者待考，木刻活字印本。现被收藏在江西省铜鼓带溪高岭村榧子洞。
湖北余氏宗谱不分卷，（清）余崇福撰，清咸丰八年(公元1858年)手抄本。现被收藏在湖北省当阳县档案馆。
湖北武汉丹徒余氏宗谱不分卷，（民国）余毓溥编辑，民国十年（公元1921年）铅印本一册。现被收藏在湖北省武汉市图书馆。
湖北新洲余氏宗谱十卷，（民国）余仲明、余朗卿续修，民国三十四年（公元1945年）木刻活字印本。现被收藏在湖北省新洲县绿化乡周山村。
湖北新洲余氏宗谱二十九卷，首六卷，（民国）余希纯等续修，民国三十六年（公元1947年）木刻活字印本。现被收藏在湖北省新洲县余集乡余集村。
湖北黄冈余氏宗谱，(清)余□□撰，清光绪年间木刻活字印本，今仅存卷首第一～六册、第一卷、第五～十卷、第十二～二十二卷。现被收藏在湖北省武汉市图书馆。
湖北黄冈余氏宗谱二十七卷，首一卷，（民国）余骏勋编纂，民国十九年（公元1930年）木刻活字印本三十册。现被收藏在湖北省武汉市图书馆
湖北黄冈余氏宗谱，（民国）余宗全、余正财等纂辑，民国三十四年(公元1945年)亲睦堂木刻活字印本，今仅存卷首、第一～三卷、第五～六卷、第八～九卷。现被收藏在湖北省武汉市图书馆。
湖南中湘余氏延堂三修族谱十卷，(清)余发初等纂修，清光绪二十年(公元1894年)延祝堂木刻活字印本十一册。现被收藏在中国国家图书馆。
湖南宁乡余氏四修族谱二十一卷，首一卷，（民国）余品香、余和生修，余云樵、余剑龙纂，民国十四年(公元1925年)新安堂活字印本，今仅存卷首、第十八～二十一卷，另有一部今仅存卷首、第二十一卷。现被收藏在湖南省图书馆。
湖南临湘余氏宗谱一百一十八卷，(清)余昌祖、余作诰纂修，清光绪三十年(公元1904年)木刻活字印本，今仅存卷首下册、第一百十卷、第一百十二卷、第一百十四卷。现被收藏在湖南省图书馆。
湖南临湘余氏七修宗谱，著者待考，民国二十二年(公元1933年)木刻活字印本，今仅存第一～二卷。现被收藏在湖南省图书馆。
湖南湘阴览渡余氏谱十六卷，首一卷、末一卷，著者待考，民国二十年（公元1931年）木刻活字印本，今仅存卷首、第一～八卷。现被收藏在湖南省图书馆。
湖南汉寿余氏续修族谱二十一卷，首一卷、末一卷，（民国）余烈炳、余谟智等修，余烈汝、余谟福纂，民国九年（公元1920年）木刻活字印本，今仅存卷首、第一～十五卷、第十九～二十一卷、卷末。现被收藏在湖南图省书馆。
广东余氏族谱三十卷，（清）余振新、余泽探等编，清光绪二十四年（公元1898年）修，民国元年(公元1912年)绍贤堂木刻活字印本。现被收藏在广东省中山图书馆（有两部）、中山大学图书馆、美国犹他州家谱学会。
广东乳源余氏族谱十卷，（清）余衍箕、余大林等台修，清光绪七年（公元1881年）凌云书院木刻活字印本十册。现被收藏在河北大学图书馆。
福建长乐余氏世谱家传不分卷，(清)余国纲纂修，清同治元年(公元1862年)手抄本二册。现被收藏在台湾。
重庆长寿余氏族谱一卷，(民国)余肃宇修，民国三十一年(公元1942年)木刻活字印本。现被收藏在重庆市长寿区沙石乡场上村、重庆市长寿区葛兰乡先桂村。
四川荣县余氏族谱四卷，(民国)余懋昭、余锡朋等纂修，民国二年(公元1913年)木刻活字印本四册。现被收藏在四川省图书馆。
四川泸县余氏族谱不分卷，(民国)余隆起、余明晖等纂修，民国十七年(公元1928年)石印本一册。现被收藏在四川省图书馆。
四川合江余氏族谱，(清)余观和编，清朝年间木刻活字印本。现被收藏在四川省合江县焦滩乡老泸村柿子林(今仅存一卷)。
四川内江余氏族谱一卷，(民国)余杨亭续修，民国八年(公元1919年)石印本。现被收藏在四川省内江县朝阳山乡。
余氏族谱六卷，(清)余衍爻等纂修，清咸丰二年(公元1852年)木刻活字印本六册。现被收藏在北京师范大学图书馆。
余氏宗谱，著者待考，清同治年间木刻活字印本。现被收藏在浙江省云和县文物管理局(今仅存六册)。
余氏族谱二十卷，(清)余桂芬修，清光绪二十二年(公元1907年)步云阁木刻活字印本二十册。现被收藏在北京大学图书馆。
余氏宗谱十八卷，(清)余复魁等纂修，清光绪二十七年(公元1901年)忠裔堂木刻活字印本十八册。现被收藏在中国国家图书馆。
埠川余氏新纂宗乘五卷，(清)余有伶纂修，清朝年间木刻活字印本二册。现被收藏在中国国家图书馆。
边田余氏重修宗谱十八卷，首一卷，(民国)余傅思等修，民国十三年(公元1924年)光睦堂木刻活字印本八册。现被收藏在中国国家图书馆。
余氏宗谱二卷，著者待考，民国十五年(公元1926年)木刻活字印本二册。现被收藏在浙江省兰溪县文物管理局(有三部)。
余氏宗谱，著者待考，民国三十七年(公元1948年)四谏堂木刻活字印本，今仅存第十七卷。现被收藏在湖北省武汉市图书馆。
贵源余氏支谱，(民国)余士勤撰。湖北省武汉市图书馆。
山东泗水余氏会通世普五卷，(明)余瑷纂修，明正德三年(公元1508年)木刻活字印本。现被收藏在中国国家图书馆、安徽省徽州市博物馆。
浙江淳安遂安西涧沣南余氏族谱三卷，(清)余之纂修，清康熙年间维新堂木刻活字印本。现被收藏在中国国家图书馆。
浙江鄞县鄞东冰厂跟余氏宗谱十二卷，首一卷、末一卷，(清)余章乾、余德淇纂修，清光绪三十一年(公元1905年)锦乐堂木刻活字印本四册。现被收藏在浙江省宁波市天一阁文物管理所。
浙江鄞县鄞东冰厂跟余氏宗谱十五卷，首一卷，(民国)余光纹修，李向荣纂，石聘玉编辑，民国十七年(公元1928年)锦乐堂木刻活字印本六册。现被收藏在浙江省图书馆。
浙江鄞县鄞东冰厂跟余氏宗谱十卷，著者待考，民国十九年(公元1930年)锦乐堂木刻活字印本，今仅存第四～七卷。现被收藏在浙江省宁波市天一阁文物管理所。
浙江象山峰北余氏宗谱一卷，(民国)郑敬之重修，民国八年(公元1919年)手抄本。现被收藏在浙江省象山县文物管理局。
浙江长兴麻园余氏宗谱十二卷，(民国)余树南主修，余福豪协修，民国三十二年(公元1944年)致和堂木刻活字印本。现被收藏在浙江省长兴县煤山乡。
浙江绍兴咸欢河沿余氏家谱一卷，(清)余嘉福修，清光绪六年(公元1880)手抄本一册。现被收藏在中国社会科学院历史研究所图书馆。
浙江绍兴咸欢河沿余氏家谱一卷，(民国)余嘉福重修，民国二十年(公元1931年)敬义堂手抄本一册。现被收藏在中国社会科学院历史研究所图书馆。
浙江龙游高阶余氏宗谱六卷，(清)余天灿、余瑞旭等续修，清道光二十八年(公元1848年)木刻活字印本三册。现被收藏在日本东京国立博物馆、美国犹他州家谱学会。
浙江龙游高阶余氏家谱谱目录序例，(民国)余绍宋纂，民国二十二年(公元1933年)木刻活字印本，民国十一年(公元1922年)木刻活字印本。现被收藏在浙江省图书馆。
浙江常山定阳黄岗余氏宗谱五卷，著者待考，民国十五年(公元1926年)木刻活字印本。现被收藏在浙江省常山县何家乡黄岗村。
浙江常山萝蔓塘余氏宗谱两卷，(民国)徐燮续修，民国二十年(公元1931年)木刻活字印本。现被收藏在浙江省常山县狮子口乡塘底村(共四部)。
安徽徽州临淮余氏宗谱，（民国）余学湘等修，民国三十年（公元1941年）木刻活字印本十二册。现被收藏在中国家谱网站。
浙江淳安瑶坡余氏宗谱，（清）余佩铨修，清光绪十年（公元1884年）木刻活字印本八册。现被收藏在中国家谱网站。
湖南平江碧潭余氏族谱，（民国）余鲲等修，民国二十二年（公元1933年）新安堂木刻活字印本三十二册。现被收藏在中国家谱网站。
江苏常州毗陵余氏族谱，（清）余升初初稿，余斯浩、余鼎勋续修，清光绪三十四年（公元1908年）端本堂木刻活字印本八册。现被收藏在中国家谱网站。
余氏族谱十四卷，著者待考，民国二十五（公元1936年）年新安堂木刻活字印本十四册。现被收藏在中国家谱网站。
余氏族谱二十二卷，首卷分上中下册，著者待考，民国戊寅年（公元1926年）新安堂木刻活字印本十一册。现被收藏在中国家谱网站。
余氏族谱十卷，著者待考，民国三十七年（公元1948年）新安堂木刻活字印本十册。现被收藏在中国家谱网站。
碧潭碧潭余氏族谱二十四卷，首十二卷、末一卷，著者待考，木刻活字印本三十一册，缺第七卷，另附之公案两册。现被收藏在中国家谱网站。
余氏族谱十四卷，首三卷，著者待考，清同治丙寅年（公元1864年）新安堂木刻活字印本二十册。现被收藏在中国家谱网站。
湖南平江余氏四修族谱二十二卷，首卷上中下册，（民国）余荣晃纂修，民国二十七年（公元1938年）新安堂木刻活字印本十一册。现被收藏在中国家谱网站。
湖北武汉新洲克昌湾余氏族谱3本，具体内容不详

## 延伸阅读
[在维基数据编辑]
 《百家姓》
 《欽定古今圖書集成·明倫彙編·氏族典·余姓部》，出自陈梦雷《古今圖書集成》
 《欽定古今圖書集成·明倫彙編·氏族典·餘姓部》，出自陈梦雷《古今圖書集成》

## 外部連結
- 家譜訊息網－余
- 余與佘 兩姓同源誼屬兄弟
- 余氏历史 （页面存档备份，存于）